# Peter Eyre
Peter Eyre (New York, 11 marzo 1942) è un attore statunitense naturalizzato britannico.

## Gli inizi
Nacque a New York da Dorothy Pelline Acton ed il banchiere Edward Joseph Eyre. All'età di dodici anni venne iscritto ad una scuola pubblica inglese; da allora ha sempre lavorato in Gran Bretagna.
Nonostante avesse avuto l'opportunità, all'età di 18 anni, di frequentare la Royal Academy of Dramatic Art, Peter Eyre sceglie di studiare recitazione a Parigi. La sua carriera teatrale comprende collaborazioni con l'Old Vic, al suo debutto professionale, la Royal Shakespeare Company, il Royal National Theatre e The Old Vic Theatre Company sotto la direzione di Kevin Spacey.

## Filmografia

### Cinema
- Prendeteci se potete (Catch Us If You Can), regia di John Boorman (1965)
- 23 pugnali per Cesare (Julius Caesar), regia di Stuart Burge (1970)
- Il pifferaio di Hamelin (The Pied Piper), regia di Jacques Demy (1972)
- La perdizione (Mahler), regia di Ken Russell (1974)
- Il mistero della signora Gabler (Hedda), regia di Trevor Nunn (1975)
- La luna, regia di Bernardo Bertolucci (1979)
- Il drago del lago di fuoco (Dragonslayer), regia di Matthew Robbins (1981)
- Maurice, regia di James Ivory (1987)
- Basta chiedere per Diamond (Just Ask for Diamond), regia di Stephen Bayly (1988)
- Le montagne della luna (Mountains of the Moon), regia di Bob Rafelson (1990)
- Let Him Have It, regia di Peter Medak (1991)
- Orlando, regia di Sally Potter (1992)
- Quel che resta del giorno (The Remains of the Day), regia di James Ivory (1993)
- La principessa degli intrighi (Princess Caraboo), regia di Michael Austin (1994)
- Surviving Picasso, regia di James Ivory (1996)
- Lezioni di tango (The Tango Lesson), regia di Sally Potter (1997)
- Padrona del suo destino (Dangerous Beauty), regia di Marshall Herskovitz (1998)
- The Golden Bowl, regia di James Ivory (2000)
- La vera storia di Jack lo squartatore - From Hell (From Hell), regia di Albert Hughes (2001)
- L'intrigo della collana (The Affair of the Necklace), regia di Charles Shyer (2001)
- The Situation, regia di Philip Haas (2006)

### Televisione
- Alice in Wonderland, regia di Jonathan Miller (1966) - film TV
- Poliziotti in cilindro: i rivali di Sherlock Holmes (The Rivals of Sherlock Holmes) – serie TV, 1 episodio (1973)
- Merlino (Merlin) – miniserie TV, 2 puntate (1998)
- Alice nel paese delle meraviglie (Alice in Wonderland), regia di Nick Willing (1999) – film TV
- L'ispettore Barnaby (Midsomer Murders) - serie TV, episodi 2x02-10x06 (1999-2008)
- Roma (Rome) – serie TV, episodio 1x11 (2005)

## Doppiatori italiani
- Antonio Sanna in Surviving Picasso
- Paolo Lombardi in Alice nel paese delle meraviglie